# کرولی
کرولی (به لاتین: Crolly) یک منطقهٔ مسکونی در جمهوری ایرلند است که در شهرستان دانیگول واقع شده‌است. کرولی ۷۰ متر بالاتر از سطح دریا واقع شده‌است.